# Raúl Reyes
Luis Edgar Devia Silva, codinome Raúl Reyes (La Plata, Huila, 30 de setembro de 1948 —San Miguel, 1 de março de 2008), foi um guerrilheiro colombiano, um dos membros do Secretariado, porta-voz e assessor do Bloco do Sul das Forças Armadas Revolucionárias da Colômbia (FARC). Antes de se juntar às FARC, foi sindicalista e político local.
Foi morto no nordeste do Equador em um ataque aéreo e terrestre a seu acampamento realizado pelo Exército da Colômbia. Por ter configurado violação territorial sobre o Equador, a operação que levou à morte de Reyes desencadeou uma crise diplomática entre Colômbia, Equador e Venezuela.
Como resultado do ataque, os presidentes do Equador (Rafael Correa) e da Venezuela (Hugo Chávez), cortaram relações diplomáticas com a Colômbia, fechando suas embaixadas  e movimentando tropas para suas fronteiras sob alegação de estarem se precavendo contra novas invasões.

## Biografia
Reyes nasceu em La Plata, no departamento de Huila, Colômbia. Ingressou na Juventude Comunista Colombiana (JUCO) aos 16 anos. Mais tarde, afiliou-se ao movimento sindical enquanto trabalhava numa fábrica de leite da Nestlé na província de Caquetá e em pouco tempo tornou-se conselheiro de sua cidade natal pelo Partido Comunista Colombiano, chegando a membro de seu Comitê Central, antes de se unir às FARC.
Raúl Reyes viajou à Europa Oriental na década de 1970, regressando nos anos 1980. Em sua volta, casou-se com Gloria Marín, filha do líder das FARC, Manuel Marulanda Vélez "Tirofijo".
Raúl Reyes adquiriu notoriedade pública ao participar como porta-voz das FARC no processo de negociação de 1999 entre este grupo armado e o governo colombiano, naquele momento presidido por Andrés Pastrana.
Dizia-se que Raúl Reyes operava na fronteira sul da Colômbia, especialmente em Putumayo, Huila e Caquetá, nas proximidades da fronteira com o Equador. A possível presença de Reyes em território equatoriano fez com que, em 2006, o presidente colombiano Álvaro Uribe fizesse acusações às autoridades equatorianas, que por sua vez negaram qualquer tipo de leniência com as FARC.
Segundo fontes do governo colombiano, foi Reyes quem deu as ideias da chamada Lei 002 que obrigava empresários e pessoas com patrimônio econômico superior a um milhão de dólares a pagar uma taxa ao grupo insurgente em troca de não serem por ele sequestrados.
A última aparição pública de Raúl Reyes foi em um vídeo feito em Setembro de 2007, quando recebeu a senadora colombiana Piedad Córdoba em seu acampamento, enquanto esta desempenhava o papel de mediadora da paz.
'Raúl Reyes' era considerado o porta-voz internacional das FARC e negociou, recentemente, a libertação de reféns da guerrilha sob intermediação do presidente da Venezuela, Hugo Chávez.